# Silvado (1866)

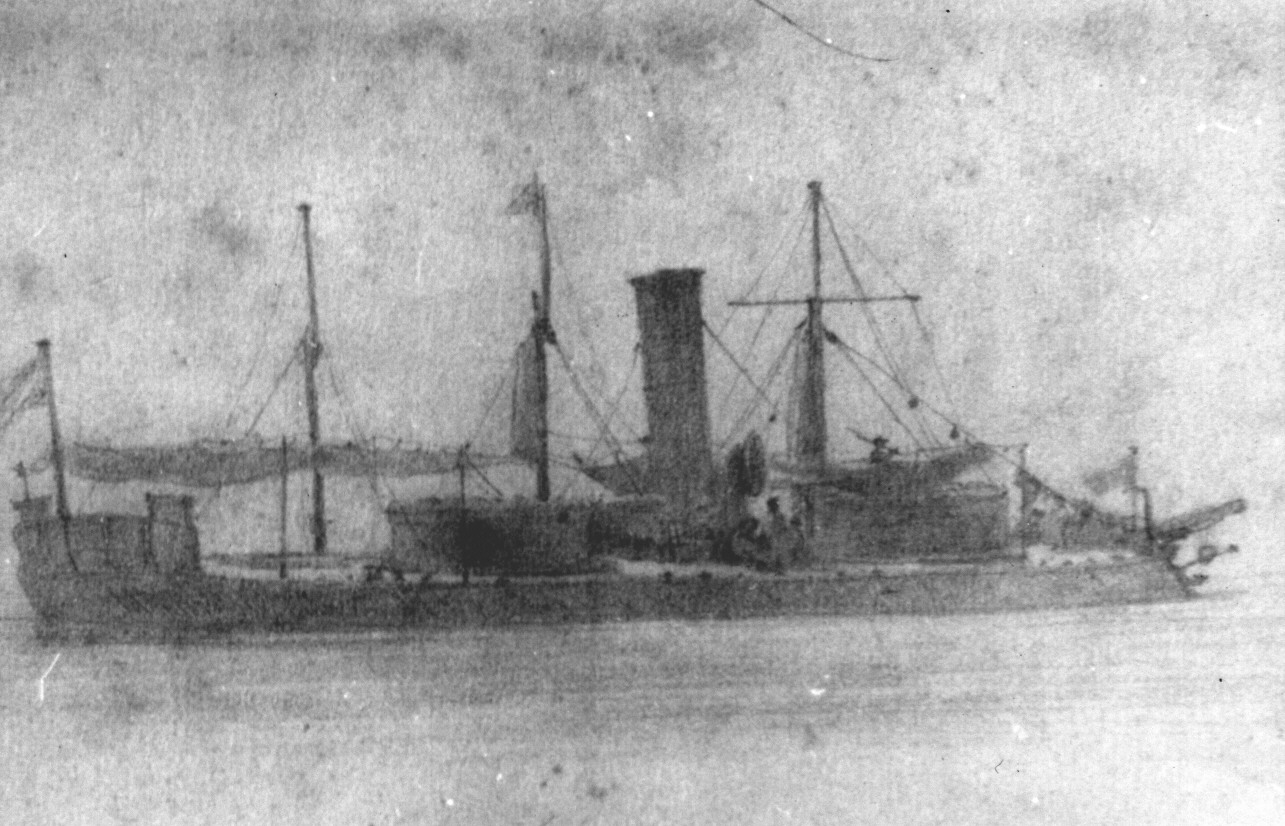
Silvado.

Silvado — баштовий броненосець Бразильських військово-морських сил, що брав участь у бойових діях під час Війни Потрійного альянсу проти Парагваю. Фактично застосовувався як річковий монітор.

## Конструкція

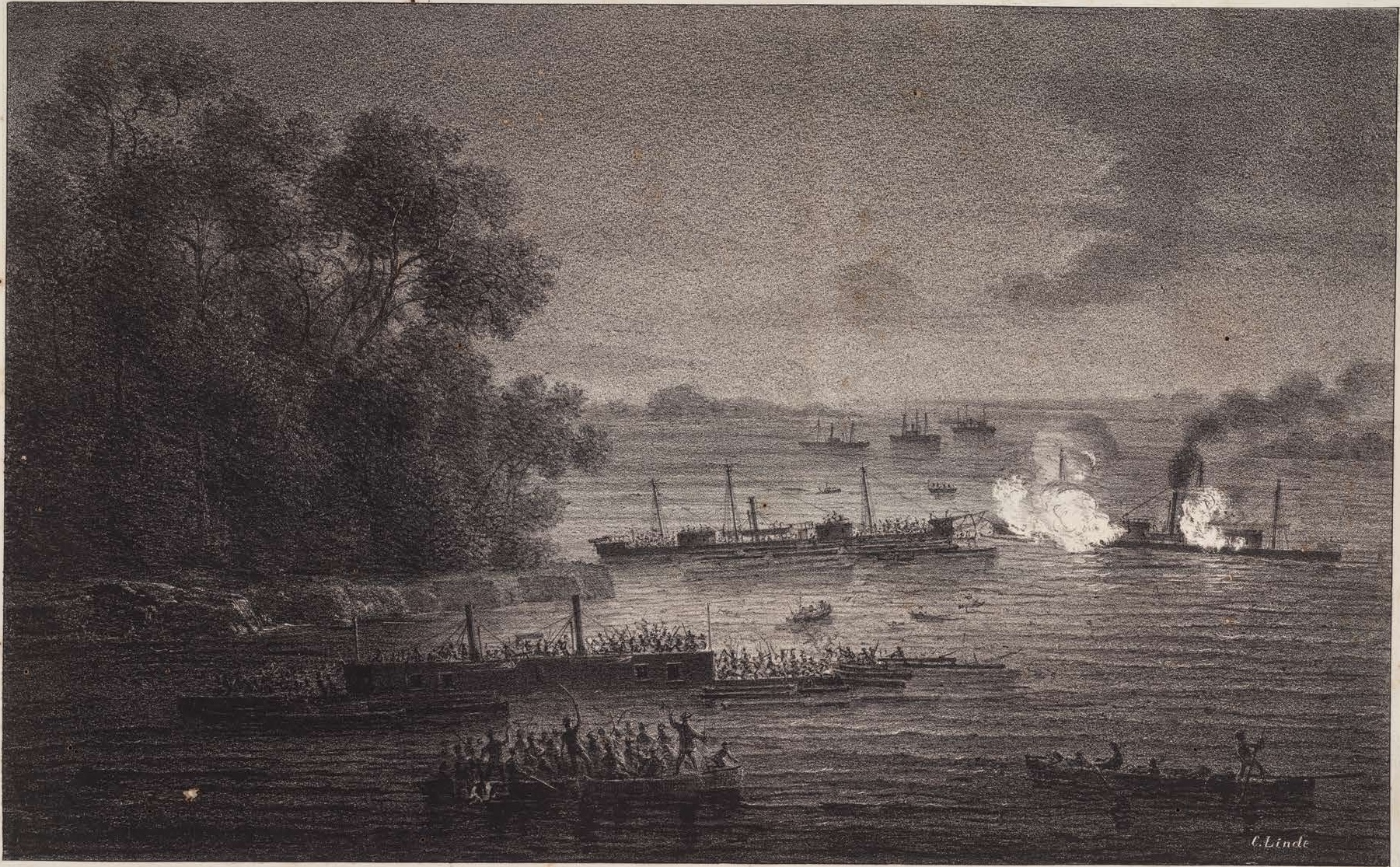
Бразильська ескадра відбиває спробу парагвайців захопити її на абордаж 2 березня 1868 року. «Silvado» — корабель з трьома щоглами у центрі. Картина Карлоса Лінде.

Silvado мав довжину від носу до гвинта вздовж ватерлінії 66 метрів. Бімс корабля був 14 метрів, а його максимальна осадка — 2,3 м, тоннажність — 1370 тон. Корабель мав дві парові машини з горизонтальними двигунами прямої дії, кожен з яких приводив у рух окремий гвинт, використовуючи пару з двох котлів. Двигуни забезпечували загальну потужність у 950 індикативних кінських сил, що дозволялоSilvado розвивати максимальну швидкість у 10 вузлів (19 км/год). Корабель оснащувався вітрилами барка на трьох щоглах та бушпритом.
Був озброєний чотирма 70-фунтовими нарізними дульнозарядними гарматами Вітворта, встановленими по дві у двох баштах. Корабель мав повний броньовий пояс вздовж ватерлінії з кованого заліза, товщина якого змінювалась від 114 міліметрів у центрі до 76 на конечностях корабля. Башта була захищена бронею у 114 мм.

## Будівництво
«Сільвадо», названий на честь капітана Амеріко Бразіліо Сілвадо, який загинув, коли його корабель, броненосець «Ріо-де-Жанейро» налетів на міну і затонув. Початково корабель був замовлений Парагваєм французькій суднобудівній фірми «Брати Арман», і був закладений в 1864 році під ім'я «Немезида» на їхній верфі у Бордо. Броненосець придбала Бразилія наступного року, після початку війни, коли Парагвай був відрізаний від зовнішнього світу і більше не міг здійснювати платежі. Корабель був спущений на воду у 1865 році та завершений 15 вересня 1866 року.